# Europäisches Olympisches Winter-Jugendfestival 2021/Shorttrack
Beim Europäischen Olympischen Winter-Jugendfestival 2021 fanden sieben Wettbewerbe im Shorttrack statt. Austragungsort war die Vuokatti Arena.

## Bilanz

### Medaillenspiegel
| Platz  | Land        | Gold | Silber | Bronze | Gesamt |
| ------ | ----------- | ---- | ------ | ------ | ------ |
| 1      | Niederlande | 4    | –      | 1      | 5      |
| 2      | Italien     | 2    | 3      | 1      | 6      |
| 3      | Frankreich  | 1    | 1      | 3      | 5      |
| 4      | Ungarn      | –    | 3      | –      | 3      |
| 5      | Polen       | –    | –      | 1      | 1      |
| 5      | Slowakei    | –    | –      | 1      | 1      |
| Gesamt | Gesamt      | 7    | 7      | 7      | 21     |

### Medaillengewinner
| Disziplin            | Gold                                                                 | Silber                                                                       | Bronze                                                                      |
| -------------------- | -------------------------------------------------------------------- | ---------------------------------------------------------------------------- | --------------------------------------------------------------------------- |
| Jungen               |                                                                      |                                                                              |                                                                             |
| 500 m                | Tawan Thomas                                                         | Lorenzo Previtali                                                            | Niels Bergsma                                                               |
| 1000 m               | Lorenzo Previtali                                                    | Tawan Thomas                                                                 | Alessandro Loreggia                                                         |
| 1500 m               | Alessandro Loreggia                                                  | Lorenzo Previtali                                                            | Tawan Thomas                                                                |
| Mädchen              |                                                                      |                                                                              |                                                                             |
| 500 m                | Zoë Deltrap                                                          | Melinda Schönborn                                                            | Tamara Tokárová                                                             |
| 1000 m               | Zoë Deltrap                                                          | Maja Somodi                                                                  | Bérénice Comby                                                              |
| 1500 m               | Zoë Deltrap                                                          | Maja Somodi                                                                  | Eva Grenouilloux                                                            |
| Mixed                |                                                                      |                                                                              |                                                                             |
| 3000 m Mixed Staffel | NiederlandeZoë Deltrap Kiek Straathof Niels Bergsma Bas van der Valk | ItalienMargherita Betti Viola Simonini Alessandro Loreggia Lorenzo Previtali | PolenAgnieszka Bogdanowicz Karolina Parczewska Oskar Kurowski Adam Muchlado |